# Сучасне п'ятиборство на Європейських іграх 2023
Змагання зі настільного тенісу на Європейських іграх 2023 року пройшли у місті Краків з 25 червня по 1 липня 2023 року. Ці змагання були кваліфікіційними на Олімпійські ігри 2024 року.

## Медальний залік
*   Країна-господарка ( Польща)
| Місце               | Країна                | Золото | Срібло | Бронза | Загалом |
| ------------------- | --------------------- | ------ | ------ | ------ | ------- |
| 1                   | Італія (ITA)          | 2      | 0      | 1      | 3       |
| 2                   | Велика Британія (GBR) | 1      | 1      | 2      | 4       |
| 3                   | Німеччина (GER)       | 1      | 0      | 0      | 1       |
| 3                   | Чехія (CZE)           | 1      | 0      | 0      | 1       |
| 5                   | Угорщина (HUN)        | 0      | 1      | 2      | 3       |
| 6                   | Іспанія (ESP)         | 0      | 1      | 0      | 1       |
| 6                   | Литва (LTU)           | 0      | 1      | 0      | 1       |
| 6                   | Франція (FRA)         | 0      | 1      | 0      | 1       |
| Загалом (8 збірних) | Загалом (8 збірних)   | 5      | 5      | 5      | 15      |

## Результати
| Дисципліна       | Золото                                              | Срібло                                                         | Бронза                                                |
| ---------------- | --------------------------------------------------- | -------------------------------------------------------------- | ----------------------------------------------------- |
| Чоловіки         | Джорджіо Малан (ITA)                                | Джо Чонг (GBR)                                                 | Чаба Бехм (HUN)                                       |
| Чоловіча команда | Велика Британія Чарлі Браун Джо Чонг Майлз Піладж   | Франція Валентин Бело Валентен Праде Крістофер Патті           | Італія Джорджіо Малан Роберто Мікелі Маттео Чічінеллі |
| Жінки            | Аліче Сотеро (ITA)                                  | Лаура Ередія (ESP)                                             | Олівія Грін (GBR)                                     |
| Жіноча команда   | Німеччина Анніка Шлей Ребекка Лангрер Янін Кольманн | Литва Лаура Асадаускайте Гінтаре Венчкаускайте Єва Серапінайте | Угорщина Мішель Гуляш Лука Барта Бланка Гузі          |
| Змішана команда  | Чехія Кароліна Кренкова Мартін Влах                 | Угорщина Каміла Реті Міхаль Колечар                            | Велика Британія Джессіка Ворлі Самуель Каррі          |

## Олімпійська кваліфікація
Змагання відбувалися в статусі континентальних кваліфікаційних змагань  на Олімпійські ігри 2024 року
Топ вісім спортсменів серед чоловіків та жінок отримували ліцензії. Один НОК міг отримати лише одну ліцензію серед чоловіків та жінок.
| Чоловіки | Жінки |
| --- | --- |
| Франція (FRA) Велика Британія (GBR) Німеччина (GER) Угорщина (HUN) Італія (ITA) Польща (POL) Швейцарія (SUI) Україна (UKR) | Чехія (CZE) Франція (FRA) Німеччина (GER) Велика Британія (GBR) Угорщина (HUN) Італія (ITA) Литва (LTU) Іспанія (ESP) |